# カルロス・モンクリーフ
カルロス・モンクリーフ（Carlos Moncrief, 1988年11月3日 - ）は、アメリカ合衆国ミシシッピ州ジャクソン出身のプロ野球選手（外野手）。右投左打。現在はフリーエージェント（FA）。愛称はCロス。

## 経歴

### プロ入り前
2007年のMLBドラフト20巡目（全体623位）でフィラデルフィア・フィリーズから指名されるも入団しなかった。

### プロ入りとインディアンス傘下時代
2008年のMLBドラフト14巡目（全体441位）でクリーブランド・インディアンスから指名され、プロ入り。
2013年11月20日に40人枠に登録された。
2015年9月4日にDFAとなり、10日に40人枠外となった。オフの11月6日にFAとなった。

### ジャイアンツ時代
2015年11月14日にサンフランシスコ・ジャイアンツとマイナー契約を結んだ。
2016年は傘下のAA級リッチモンド・フライングスクウォーレルズでプレーし、2球団合計で72試合に出場して打率.261・5本塁打・22打点・6盗塁の成績を残した。オフにFAとなったが、マイナー契約で再契約した。
2017年は開幕からAAA級サクラメント・リバーキャッツでプレーし、7月26日にメジャー契約を結んでアクティブ・ロースター入りした。7月29日のロサンゼルス・ドジャース戦で代打で登場してメジャーデビュー（結果は四球）。9月5日にDFAとなり、8日にマイナー契約に切り替わってAAA級サクラメントへ配属された。9月25日に再びメジャー契約を結び、アクティブ・ロースター入りした。この年メジャーでは28試合に出場して打率.211・5打点の成績を残した。レギュラーシーズン終了後の10月9日にFAとなった。

### メキシカンリーグ時代
2018年5月20日にメキシカンリーグのドゥランゴ・ジェネラルズと契約した。2019年5月28日にFAとなった。

## 詳細情報

### 年度別打撃成績
| 年 度    | 球 団    | 試 合 | 打 席 | 打 数 | 得 点 | 安 打 | 二 塁 打 | 三 塁 打 | 本 塁 打 | 塁 打 | 打 点 | 盗 塁 | 盗 塁 死 | 犠 打 | 犠 飛 | 四 球 | 敬 遠 | 死 球 | 三 振 | 併 殺 打 | 打 率 | 出 塁 率 | 長 打 率 | O P S |
| -------- | -------- | ----- | ----- | ----- | ----- | ----- | -------- | -------- | -------- | ----- | ----- | ----- | -------- | ----- | ----- | ----- | ----- | ----- | ----- | -------- | ----- | -------- | -------- | ----- |
| 2017     | SF       | 28    | 43    | 38    | 4     | 8     | 1        | 0        | 0        | 9     | 5     | 0     | 0        | 0     | 2     | 3     | 0     | 0     | 15    | 0        | .211  | .256     | .237     | .493  |
| MLB：1年 | MLB：1年 | 28    | 43    | 38    | 4     | 8     | 1        | 0        | 0        | 9     | 5     | 0     | 0        | 0     | 2     | 3     | 0     | 0     | 15    | 0        | .211  | .256     | .237     | .493  |

- 2017年度シーズン終了時点

### 背番号
- 39（2017年）
- 75（2018 - 2019年）